# الدلالة المشتركة
الدلالة المشتركة:The joint significance
الدلالة المشتركة تعني أن كل المفردات التي تتكون مِن جذر واحد يكون فيها دلالة واحدة وهذه الدلالة هي عمل حركة حدث فالفعل قبل المادة والفعل العمل الحدث الحركة لا المادة والأشياء أصل الدلالة والمعنى.وبها يظهر أن الجذور ثلاثية وأن عدد الأصوات ست وعشرين منها خمس وعشرون لا تتبدل ولا تنحذف والصوت السادس والعشرين صوت العلة ياء،واء،ءاء وهو صوت ينضمر ويتبدل مع بعضه بدون أن تفقد المفردات فصاحتها.والدلالة المشتركة أقدم قاعدة ونظرية عرفها العلماء وعلماء اللغة وتنطبق على كل اللغات العالمية. وفي كتابTHE JOINT SIGNIFICANCE لأنيبال رومان باللغة الإنجليزية وبالعربية يتجلى هذا المفهوم وتنحسم الخلافات اللغوية في العامية واللهجات والمحليات والمولد وفي نظام وعلاقات المفردات مع بعضها البعض في الجملة.